# Intim pokol
Az Intim pokol (eredeti cím: Fitting In) 2023-ban bemutatott kanadai dráma filmvígjáték, amelyet saját forgatókönyvéből Molly McGlynn rendezett. A főbb szerepekben Maddie Ziegler, D’Pharaoh Woon-A-Tai, Djouliet Amara és Emily Hampshire látható.
A filmet először az SXSW fesztiválon mutatták be Bloody Hell címmel. 2023-ban több további filmfesztiválon is bemutatásra került; elnyerte a legjobb kanadai film díját a 2023-as Vancouver Nemzetközi Filmfesztiválon, míg Ziegler a Northern Ontario Music and Film Awards-on a legjobb színész díját kapta meg. Kanadában 2024. február 2-án jelent meg a mozikban. Magyarországon a Max mutatta be 2024. június 27-én.

## Cselekmény
A 16 éves Lindy még soha nem menstruált. Egy ritka reproduktív rendellenességet, MRKH-szindrómát diagnosztizáltak nála. A diagnózis felborítja a kapcsolatát új barátjával, Adammal, egyedülálló édesanyjával, legjobb barátnőjével, Viviannel és új középiskolájának többi diákjával. Tapintatlan férfi orvosai azt mondják neki, hogy a következő „3–18 hónapban” gyakran kell majd kellemetlen hüvelyi dilatátorokat használni, vagy hüvelyi műtéten kell átesnie. Nem meri elmondani Adamnek az állapotát, ezért kerülni kezdi őt. Adam, Lindy hangulatingadozása miatt összezavarodva, szakít vele. Lindy később azt hiszi, Adam és Vivian között szerelmi kapcsolat van. Emiatt kilép az atlétika csapatból is. Időközben édesanyja minden erőfeszítést megtesz a fiúval való kapcsolata helyreállításáért.
Lindy egy gyorsétteremben dolgozó fiúval, Chaddel kezd viszonyt, és részben azért is közösül vele, hogy ne kelljen használnia a hüvelyi dilatátort. Az iskolában megismerkedik egy interszexuális személlyel, Jaxszel, akinek elárulja MKRH-szindrómáját. Szexuális kapcsolatba is kerülnek egymással, de amikor elkíséri Lindyt egy buliba, és Chad odamegy Lindyhez, nem akarja, hogy a fiú megtudja, hogy Jaxszel együtt van; Jax mérgesen távozik. Lindy ezután berúg a bulin, és másnap reggel megdöbbenve tapasztalja, hogy az egész iskola tudja a nemi szervi problémáját.
Az iskola utáni atlétikai versenyen Vivian megnyeri a futamot. Elmondja Lindynek, hogy nem jár Adammel; a két lány kibékül. Néhány fiú megjegyzéseket tesz Lindy állapotára, ő pedig nyilvánosan szembeszáll velük, kiállva magáért. Bocsánatkérő SMS-t küld Jaxnek, és Viviannek őszintén bevallja, hogy szomorú és dühös, mert nem lehet gyereke. Lindy hamarosan találkozik egy női orvossal, aki sokkal megértőbb, mint amilyenek a férfi orvosok voltak; közli Lindyvel, nincs szükség sürgős beavatkozásra, sem műtéti, sem más módon. Lindy kezd pozitívabban gondolkodni magáról, és újra kapcsolatba kerül Jaxszel.

## Szereplők
| Szerep     | Színész              | Magyar hang        |
| ---------- | -------------------- | ------------------ |
| Lindy      | Maddie Ziegler       | Laudon Andrea      |
| Rita       | Emily Hampshire      | Kisfalvi Krisztina |
| Vivian     | Djouliet Amara       | Berkes Boglárka    |
| Jax        | Ki Griffin           | Staub Viktória     |
| Adam       | D’Pharaoh Woon-A-Tai | Kádár-Szabó Bence  |
| Chad       | Dale Whibley         |                    |
| Greg       | Christian Rose       | Berkes Bence       |
| Mike edző  | Dennis Andres        |                    |
| Dr. Doheny | Michael Therriault   | Seder Gábor        |
| nőgyógyász | Neil Crone           | Beratin Gábor      |

### Magyar változat
- Magyar szöveg: Muráth Péter és Roatis Andrea
- Hangmérnök és vágó: Kis Pál
- Szinkronrendező: Roatis Andrea
- Produkciós vezető: Ambrus Zsuzsa

A szinkront a MAHIR Szinkron Kft. készítette el.

## A film készítése
A film félig önéletrajzi, mivel alkotójánál, Molly McGlynnél tinédzserkorában MRKH-szindrómát diagnosztizáltak. 2022 júniusában bejelentették Maddie Ziegler és Emily Hampshire szereplését. A forgatás 2022. május 30. és június 27. között zajlott Sudburyban (Ontario).

## Bemutató
A filmet 2023. március 13-án mutatták be Bloody Hell címmel a texasi Austinban megrendezett 2023-as South by Southwest Film & TV Fesztivál narratív témájú szekcióján.
A Fitting In címre átnevezett film 2023-ban a Torontói Nemzetközi Filmfesztiválon és a kanadai Ontario államban megrendezett 2023-as Cinéfest Sudbury Nemzetközi Filmfesztiválon, valamint a 2023-as Vancouver Nemzetközi Filmfesztiválon és a 2023-as Calgary Nemzetközi Filmfesztiválon is látható volt, amelyek egyaránt abban a hónapban kezdődtek.
Az Amerikai Egyesült Államokban a Blue Fox Entertainment forgalmazta a filmet, amely 2024. február 2-án került a mozikba. Kanadában az Elevation Pictures mutatta be a filmet, szintén február 2-ai dátummal.
A film 2024. szeptember 9-én jelent meg digitális platformokon a The Movie Partnership révén.